# بوکوواتس (میونیتسا)
بوکوواتس (به صربی: Bukovac) یک روستا در صربستان است که در میونیتسا واقع شده‌است.